# Kamień Pomorski (gmina)
Pour les articles homonymes, voir Kamień.
Kamień Pomorski est une gmina mixte du powiat de Kamień, Poméranie occidentale, dans le nord-ouest de la Pologne. Son siège est la ville de Kamień Pomorski, qui se situe environ 63 km au nord de la capitale régionale Szczecin.
La gmina couvre une superficie de 208,57 km2 pour une population de 14 381 habitants en 2016.

## Géographie
Outre la ville de Kamień Pomorski, la gmina inclut les villages de Benice, Borucin, Buniewice, Buszęcin, Chrząstowo, Chrząszczewo, Ducino, Dusin, Ganiec, Giżkowo, Górki, Grabowo, Grębowo, Jarszewo, Jarzysław, Kukułowo, Miłachowo, Mokrawica, Płastkowo, Połchowo, Radawka, Rarwino, Rekowo, Rozwarowo, Rzewnowo, Sibin, Skarchowo, Śniatowo, Stawno, Strzeżewko, Strzeżewo, Świniec, Szumiąca, Trzebieszewo, Wrzosowo et Żółcino.
La gmina borde les gminy de Dziwnów, Golczewo, Świerzno et Wolin.